# Oporornis
Oporornis es un género de aves paseriformes perteneciente a la familia Parulidae. 

## Especies
La única especie es:
- Oporornis agilis, bijirita Connecticut.

Anteriormente se clasificaban en este género Oporornis formosus, Oporornis philadelphia y Oporornis tolmiei que fueron reclasificadas en el género Geothlypis.